# Alexandre Blaszyck
Alexandre Blaszyck (ur. 8 stycznia 1988) – francuski szpadzista, brązowy medalista mistrzostw świata.
W 2005 roku zdobył brąz drużynowo na mistrzostwach świata juniorów w Linzu. Na rozgrywanych dwa lata później mistrzostwach świata juniorów w Belek zdobył złoto indywidualnie.
Podczas mistrzostw świata w Budapeszcie w 2013 roku Francuzi w składzie: Alexandre Blaszyck, Daniel Jérent, Ulrich Robeiri i Iván Trevejo zdobyli brązowy medal w turnieju drużynowym. Na tej samej imprezie zajął 21. miejsce w rywalizacji indywidualnej.
Był też między innymi czwarty w turniejach drużynowych na mistrzostwach Europy w Legnano (2012) i mistrzostwach Europy w Zagrzebiu (2013).
Nigdy nie wziął udziału w igrzyskach olimpijskich.